# Carla Del Ponte

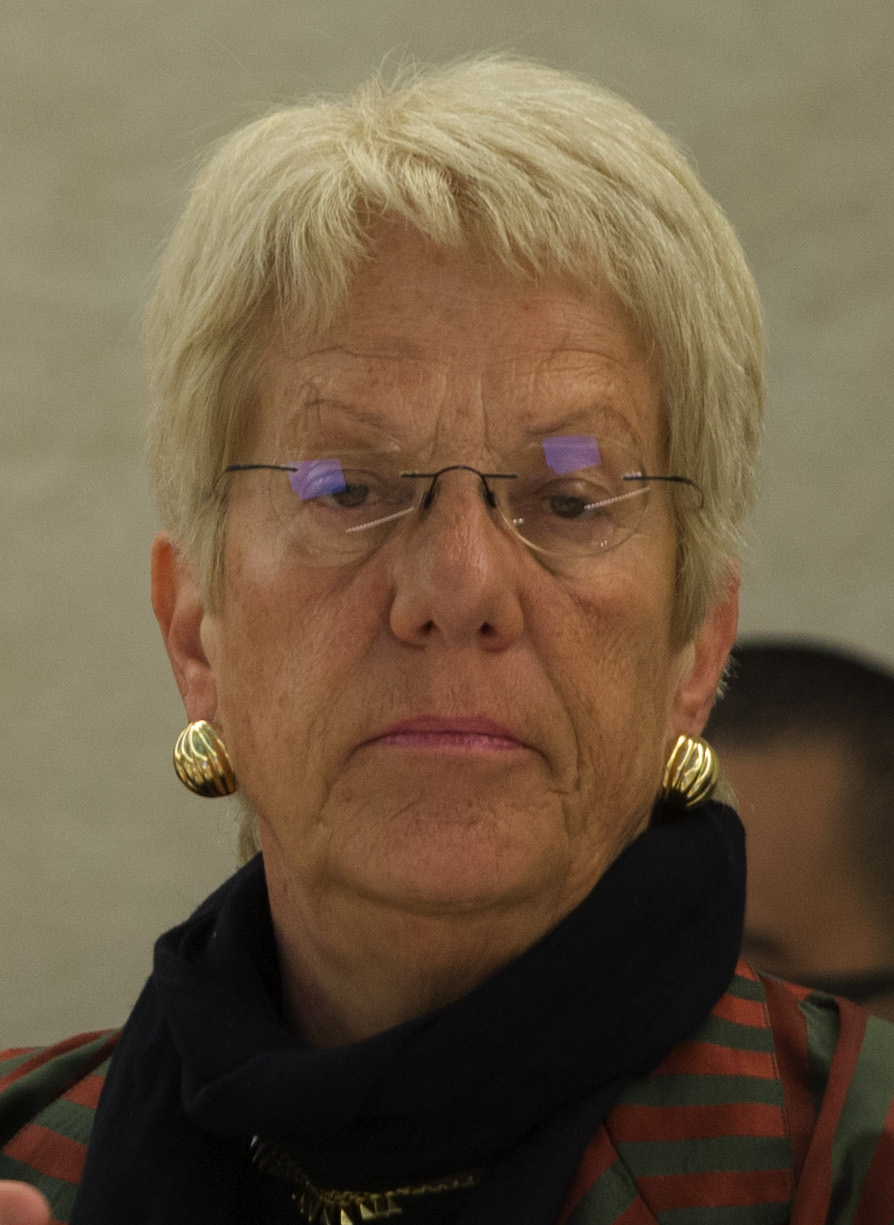
Carla Del Ponte

Carla Del Ponte (ur. 9 lutego 1947 w Lugano) – szwajcarska prawniczka, główny prokurator Międzynarodowego Trybunału Karnego dla Rwandy od sierpnia 1999 do 2003, główny prokurator Międzynarodowego Trybunału Karnego dla byłej Jugosławii od 1999 do grudnia 2007.
Ukończyła prawo na Uniwersytecie w Bernie i Genewie w Szwajcarii w 1972 roku. W 1990 jako pierwsza kobieta objęła stanowisko prokuratora generalnego Sottoceneri (części kantonu Ticino). Od 1994 roku była prokuratorem generalnym Szwajcarii. Zajmowała się przede wszystkim przestępczością zorganizowaną. W czasie swojej pracy zasłynęła między innymi ujawnieniem powiązań Borysa Jelcyna i jego rodziny ze szwajcarską firmą Mabetex. Sprawę tę prowadziła, współpracując z rosyjskim prokuratorem Nikołajem Wołkowem. W czasie pracy w Hadze oskarżała byłego prezydenta Jugosławii Slobodana Miloševicia o czystki etniczne.
W latach 2008–2011 była ambasadorką Szwajcarii w Argentynie. Następnie członkini komisji ds. praw człowieka ONZ.